# Televisión Nacional Uruguay
Televisión Nacional Uruguay, TNU sau Canal 5 este un canal de televiziune din Uruguay, înființată în anul 1963.